# Virgile Robert
Pour les articles homonymes, voir Robert.
Virgile Robert, né le 29 mai 1848 à Paris de parents inconnus et mort le 9 mai 1927 dans le 7e arrondissement de Paris, est un général français.

## Biographie
- École spéciale militaire de Saint-Cyr en 1867, promotion de Mentana[2].
- Sous-lieutenant d'infanterie en 1869.
- Lieutenant en octobre 1870.
- Capitaine en 1874.
- Chef de bataillon en 1885. En poste au  Tonkin[3].
- Lieutenant-colonel en 1892.
- Colonel le 24/12/1894. Chef de corps du 46e régiment d'infanterie de ligne de 1894 à 1899.
- 31/01/1899 : Général de brigade, Commande la 82e brigade d'infanterie (1899-1900), puis la subdivision de la Seine à Paris (1901-1904).
- 29 décembre 1903 : Général de division. Membre des Comités techniques de l'Infanterie, du Génie et de la Cavalerie et de la Commission mixte des travaux publics en 1904.
- Commande la 31e division d'infanterie (1904-1906).
- Commandant du 7e corps d'armée le 27/03/1907.
- Gouverneur militaire de Lyon et commandant du 14e corps d'armée le 17/10/1908[4]; à ce titre il accompagne le président Armand Fallières pour célébrer à Chambéry le cinquantième anniversaire du rattachement de la Savoie à la France[5].
- 19/10/1911 : mis en disponibilité.

## Campagnes
- Guerre franco-allemande de 1870 : légèrement blessé à la bataille de Rezonville le 16 août 1870 ; fait prisonnier de guerre le 29 octobre 1870 et évadé le 10 novembre suivant.
- Algérie de mars 1874 à avril 1875.
- Tonkin de juin 1889 à mars 1890 : gravement blessé d'un coup de feu à la poitrine le 31 octobre 1889 au combat de Bo-Pu.

## Distinctions
- Légion d'honneur : chevalier le 8/07/1889, Officier le 11/07/1900, Commandeur le 12/07/1906, Grand officier le 30/12/1911.
- Commandeur de l'ordre du Cambodge 01/01/1890.
- Médaille commémorative de l'expédition du Tonkin 11/07/1890.
- Grand officier de la couronne d'Italie.

## Sources
- Guide de l'Hérault, page 96, ed. Les guides Méridionaux, 1905.